# Nigetia
Nigetia là một chi bướm đêm thuộc họ Erebidae.

## Loài
- Nigetia formosalis Walker, [1866]